# 上臈ヶ滝
上臈ヶ滝（じょうろうがたき）は、徳島県神山町にある大地谷川の滝。落差は12m。「上臈ヶ瀧」や「上臈の滝」とも表記される。

## 地理
鮎喰川の支流である大地谷川に注ぎ込む笠置谷にある滝。2段に分かれて落ちる滝で、上段は約8m、下段は4mである。滝より1.6km先に上がると徳島県立神山森林公園がある。
滝名の由来は、佐々木経高の次男である佐々木高兼が小笠原長清に攻められてこの地に落ち延びた際、追手に襲われ、連れ添っていた貴婦人がこの滝に身を投げて死んだことから上臈の滝と呼ばれるようになった。また滝の渕に女郎ぐもが住んでいたという伝承から「女郎滝」とも呼ばれることがある。

## 交通
- JR「徳島駅」より車で約40分。